# Plózer István
Plózer István (Tapolca, 1948. január 5. – Hévíz, 1977. október 30.) búvár barlangkutató, szakíró.

## Élete
Általános iskolai tanulmányait Tapolcán végezte, s itt kezdett el a barlangokkal foglalkozni. A vendéglátóipari szakközépiskolát végezte el, a katonaidő letöltése után azonban nem a szakmájában dolgozott, hanem 1971-től az Országos Vízügyi Hivatal ár- és belvízvédelmi készenléti szervezetének könnyűbúváraként tevékenykedett. A barlangi merüléssel 1964-től foglalkozott.
Legjelentősebb kutatási területe a Tapolcai-tavasbarlang, a Molnár János-barlang, valamint az általa feltárt Hévízi-forrásbarlang volt. Jelentős dokumentációs tevékenységet folytatott. Ő gyűjtötte össze és rendezte sajtó alá a magyar barlangi búvármerülésekkel, kutatásokkal foglalkozó tanulmányokat (Karszt és Barlang, 1974. II.). A barlangi búvármunka fellendítése érdekében a Magyar Karszt- és Barlangkutató Társulat keretén belül 1975-ben megalapította a Vízalatti Barlangkutató Szakosztályt. Újabb kutatómunkája közben az általa feltárt Hévízi-tó forrásbarlangjában vesztette életét. 1978-ban (posztumusz) Vass Imre-éremmel tüntették ki.

## Emlékezete
Nevét viseli a Plózer István Búvárkönyvtár, valamint a Hévízi-tó forrásbarlangjának egyik szinonim elnevezése a Plózer István-barlang. Emlékére emléktáblákat helyeztek el a Malom-tó Boltív-forrásánál, a Hévízi-forrásbarlangnál 1978-ban és a Molnár János-barlangban, ugyanitt egy barlangtermet is elneveztek róla István-teremnek.
1997-ben néhány búvárkodással foglalkozó barlangkutató létrehozta a Plózer István Víz Alatti Barlangkutató Szakosztályt, azzal a szándékkal, hogy újraélessze a magyar vízalatti barlangkutatást. A névválasztással tisztelegve Plózer István személye és munkássága előtt.

## Munkái
- A Hévízi-tó barlangjainak és forráskráterének kutatása. (Karszt- és Barlangkutatási Tájékoztató, 1972. 2. füz. 17–18. old.)
- A malom-tavi Molnár János-barlang vízalatti járatainak kutatása. (Karszt és Barlang, 1972. 1–2. félév. 13–16. old.)
- Könnyűbúvár munkálatok a Malomtavi-barlangban. (Karszt- és Barlangkutatási Tájékoztató, 1972. 6. füz. 15–17. old.)
- Plongées speleologiques en Hongrie 1959-1972. (Equlpe Spel. de Brux. Bull. N. 54. mars, 23–26. old.)
- A búvár-barlangkutatás legfrissebb tudományos publikációi. (Karszt és Barlang, 1974. 2. félév. 99. old.)
- A Rowland-barlang csapdája. (Karszt és Barlang, 1974. 2. félév. 91. old.)
- A Devil's Holes-barlang két áldozatot követelt. (Karszt és Barlang, 1974. 2. félév. 89. old.)
- Guy de Block cikke után: Kutató merülések a Vaucluse forráskráterében 1878-1967 között. (Karszt és Barlang, 1974. 2. félév. 87–88. old.)
- A búvár-barlangkutatás nemzetközi szervezetei és vezető tisztségviselői. (Karszt és Barlang, 1974. 2. félév. 87. old.)
- A Hévízi-tó forráskráterének barlangjai. (Karszt és Barlang, 1974. 2. félév. 73–78. old.)
- A magyarországi búvár-barlangkutatás története és bibliográfiája. (Karszt és Barlang, 1974. 2. félév. 55–64. old.)
- A barlangi búvármunkák gyakorlata. (Karszt és Barlang, 1974. 2. félév. 47–54. old.) (Mozsáry Péterrel közös publikáció)
- A Hévízi-tó kráterének forrásbarlangja. (Beszámoló az MKBT 1975. 2. félévi tevékenységéről. 181–184. old.)
- Adalékok a Tapolcai-tavasbarlang kutatásához. (Karszt és Barlang, 1975. 1–2. félév. 15–18. old.)
- Hortolányi Gyula (1923–1975). (Karszt és Barlang, 1976. 1–2. félév. 66. old.)
- Könnyűbúvárok Hévízen. (Delta, 1976. 5. szám. 35–38. old.)
- Az Amphora Könnyűbúvár Sport Club Vízalatti Barlangkutató Csoport 1976. évi jelentése. (Beszámoló az MKBT 1976. évi tevékenységéről. 260–264. old.) (Ember Sándorral közösen)
- A Vízalatti Barlangkutató Szakosztály 1976. évi jelentése. (Beszámoló az MKBT 1976. évi tevékenységéről. 58–59. old.)
- Situation of Hungarian Cave Diving in 1976. (Karszt és Barlang Special Issue 1977. 67–69. old.)
- A Hévízi-tó forrásbarlangjának feltárása. (Karszt és Barlang, 1977. 1–2. félév. 65–66. old.)